# Pierre-Raymond Villemiane
Pierre-Raymond Villemiane (Pineuilh, 12 marzo 1951) è un ex ciclista su strada e ciclocrossista francese.
Professionista dal 1976 al 1984 è stato campione francese nella prova in linea. Ha conquistato tre successi di tappa al Tour de France e, nel 1977, la speciale classifica sprint.
Nel suo palmarès figurano anche diverse affermazioni e podi nelle principali corse in linea del panorama transalpino.
Ha praticato anche la specialità de ciclocross salendo per due volte sul podio dei campionati francesi: terzo nel 1978, secondo nel 1979.

## Palmarès
- 1972 (dilettanti)

6ª tappa Tour du Limousin (Tulle > Nexon)
- 1973 (dilettanti)

Classifica generale Tour des Alpes de Provence
2ª tappa Tour du Limousin (Châteauneuf-la-Forêt > Peyrat-le-Château)
5ª tappa Tour du Limousin (Tulle > Ussel)
- 1975 (dilettanti)

Prueba Villafranca de Ordizia
Circuit Boussaquin
Tarbes-Sauveterre
- 1977 (Gitane, quattro vittorie)

1ª tappa Tour de France (Fleurance > Auch)
3ª tappa Tour du Limousin
4ª tappa, 2ª semitappa Grand Prix du Midi Libre (Bagnols > La Grand-Combe)
1ª tappa Tour de Corse
- 1978 (Renault, quattro vittorie)

Grand Prix de Plouay
1ª tappa, 1ª semitappa Tour du Tarn (Albi > Castres)
Classifica generale Tour du Tarn
2ª tappa Tour du Vaucluse
- 1979 (Renaut, due vittorie)

13ª tappa Tour de France (Metz > Ballon d'Alsace)
3ª tappa, 1ª semitappa Étoile des Espoirs (Bayonne > Sauveterre-de-Béarn)
- 1980 (Renault, tre vittorie)

Campionati francesi, Prova in linea
Parigi-Camembert
1ª tappa, 2ª semitappa Tour du Tarn (Mazamet > Albi
- 1981 (Renault, una vittoria)

Chateauroux-Limoges
- 1982 (Wolber, quattro vittorie)

Grand Prix de Monaco
Chanteloup-les-Vignes (Corsa in salita)
Polymultipliée
10ª tappa Tour de France (Saintes > Bordeaux)

### Altri successi
- 1972 (dilettanti)

Criterium di La Machine
- 1973 (dilettanti)

Criterium di Lubersac
- 1974 (dilettanti)

Circuit Boussaquin - Boucles d'Allassac (Criterium)
- 1976 (dilettanti)

Criterium di Pfäffikon
- 1977 (Gitane)

Classifica sprint Tour de France
Criterium di Oradour sur Glane
- 1978 (Gitane)

Beaulac-Bernos (Criterium)
Criterium di Bayon
Criterium di Parizot
- 1979 (Renault)

Criterium di Josselin
- 1980 (Renault)

Grand Prix des Herbiers (Criterium)
Criterium di Castillon-la-Bataille
- 1981 (Wolber)

Ronde des Korrigans - Camors (Criterium)
Criterium di Castillon-la-Bataille
- 1982 (Wolber)

Criterium di Vailly-sur-Sauldre

## Piazzamenti

### Grani giri
- Tour de France

1977: 15º
1978: 31º
1979: 13º
1980: 70º
1982: 55º
- Giro d'Italia

1980: 38º
1983: 58º
- Vuelta a España

1982: 6º

### Classiche monumento
- Liegi-Bastogne-Liegi

1979: 21º

### Competizioni mondiali
- Campionato del mondo

Sallanches 1980 - Individuale in linea: ?
Goodwood - Individuale in linea: ?